# 俄罗斯人权
俄羅斯的人權狀況經常受到國際組織和國內獨立媒體的批評。一些最常見的侵權行為包括拘留期間死亡、安全部隊和獄警普遍和系統地使用酷刑，俄羅斯軍隊中的欺凌儀式（被稱為dedovshchina，意為“祖父統治”）、普遍侵犯兒童權利，對少數民族的暴力和歧視，以及殺害記者。
作為蘇聯的繼承國，俄羅斯聯邦仍然受其前身簽署和批准的相同人權協定的約束，例如關於公民權利和政治權利以及經濟、社會和文化權利的國際公約。1990年代後期，俄羅斯還批准了《歐洲人權公約》（有保留），從1998年起，位於斯特拉斯堡的歐洲人權法院成為俄羅斯公民從其國家司法系統中上訴的最後一個上訴法院。根據1993年憲法第1章第15條，這些國際法的體現優先於國家聯邦立法。然而，從弗拉基米爾·普京的第二個總統任期（2004-2008年）開始，關於侵犯人權的報導越來越多。
自2011年國家杜馬選舉和普京於2012年春季恢復總統職位以來，許多國際和憲法權利受到立法衝擊，例如《世界人權宣言》第20條（集會和結社自由），具體體現在《俄羅斯聯邦憲法》（1993年）第30條和第31條中，2015年12月通過了一項法律，賦予俄羅斯憲法法院決定俄羅斯是否可以執行或無視歐洲人權法院等政府間機構的決議的權利。
作為歐洲委員會的前成員和《歐洲人權公約》的簽署國，俄羅斯負有與人權問題相關的國際義務。歐洲委員會人權專員在2004年俄羅斯局勢報告的導言中指出，“不可否認，自蘇聯解體以來發生了翻天覆地的變化”。

## 评分
在普京擔任總統的第一個任期（2000-2004年）期間，自由之家將俄羅斯評為“部分自由”，在政治權利和公民自由方面得分都很低（1分最自由，7分最不自由）。 2005年至2008年期間，自由之家根據其“世界自由”報告將俄羅斯評為“不自由”，政治權利得分為6分，公民自由得分為5分。
2006 年，《經濟學人》發表了一項民主評級，將俄羅斯列為167個國家中的第102位，並將其定義為“具有限制媒體和其他公民自由趨勢的混合政權”。
根據人權觀察2016年報告，俄羅斯聯邦的人權狀況繼續惡化。

到2016年，也就是普京第三次擔任總統四年後，俄羅斯聯邦的自由之家評級進一步下降：
[T] 克里姆林宮繼續鎮壓民間社會，加大對國內非政府組織 (NGO) 的壓力，並將總部位於美國的國家民主基金會和億萬富翁慈善家喬治索羅斯支持的兩個團體稱為“不受歡迎的組織”。 該政權還加強了對媒體的嚴密控制，在信息領域充斥著民族主義宣傳，同時壓制最流行的另類聲音。
據報導，2019年，隨著法國和德國不斷努力挽救俄羅斯免於被歐洲人權監管機構驅逐出境，如果恢復繳納會費，俄羅斯可能會保留其席位。

## 对生命权的侵犯
俄羅斯聯邦憲法第20條規定，人人享有生命權，但死刑廢除前可適用於特別嚴重的罪行。俄羅斯聯邦刑法典允許使用死刑，但對死刑的使用規定了一些限制。作為赦免，可以改為無期徒刑或25年有期徒刑。俄羅斯雖然在2001年批准了《歐洲人權公約》，但並未加入其所有附加議定書。特別是規定在和平時期廢除死刑的第6號議定書尚未獲得批准，儘管它於1997年簽署。但事實上，自1996年以來，俄羅斯就沒有實施過死刑。此外，1999年，俄羅斯聯邦憲法法院在全國設立陪審團之前暫停執行死刑。隨後，在2009年，他無限期地延長了這一暫停期限。
然而，人權中心紀念館和禁止酷刑委員會以及《新公報》報導了2017年格羅茲尼法外處決27人的事件。非政府組織和獨立媒體發表報導稱，2018年12月至2019年1月，車臣當局恢復了針對被認為是LGBTI社區成員的個人的暴力運動，據報導其中兩人在拘留期間死於酷刑。
2006年，記者安娜·波利特科夫斯卡婭在莫斯科遇害。她的謀殺引起了極大的爭議，儘管隨後有五名參與謀殺的人被定罪，但歐洲人權法院在2018年裁定該州在調查這起謀殺案時犯下了多項違規行為。
2009年，人權活動家娜塔莉亞·埃斯特米洛娃在格羅茲尼被綁架殺害，民權活動人士扎雷瑪·薩杜拉耶娃和阿里克·扎布拉洛夫也遭到綁架和殺害。這些罪行仍未解決。
2015年反對派政治家鮑里斯·涅姆佐夫遇害案引起了巨大反響。人權活動人士和涅姆佐夫家族仍然認為，當局故意無視誰下令和組織了謀殺的問題，並指出這些人仍然逍遙法外。
有許多報導稱，在一些流放地，政府官員系統地折磨囚犯，在某些情況下導致死亡，2019年，布良斯克地區第6懲教所前副所長伊万·馬沙爾科被判處12年徒刑，他於2018年將一名58歲的犯人戴手銬釘在一張雙人床上，之後他用抹布堵住他的嘴，幾個小時後，囚犯死了。 2019年3月12日，車臣前總統阿赫馬特·卡德羅夫的前保鏢阿尤布·通圖耶夫被發現死於弗拉基米爾地區的第6號懲教所。在殖民地逗留期間，通圖耶夫不斷抱怨殖民地工作人員的暴力行為，包括毒打和電擊酷刑。 2016年，他向ECtHR提出了虐待的投訴。儘管殖民地當局聲稱通圖耶夫是自殺身亡，但他的親屬報告說，死者的屍體上佈滿了瘀傷，肺和腎臟也被切除了。然而，俄羅斯聯邦調查委員會得出的結論是，沒有任何毆打通圖耶夫的跡象。
有報導稱警察毆打人們或對他們採取其他暴力行為，在某些情況下導致受害者死亡。因此，2019年4月11日，在奧列霍沃-祖埃沃，警察殘忍地毆打了苏利尤努斯劳，後者在毆打一周後因受傷在醫院死亡。 2017年10月3日，此前因涉嫌盜竊被拘留的斯坦尼斯拉夫·戈洛夫科在下塔吉爾的一家醫院去世。警察對他造成25處重傷。 2018年，三名警察分別因此被判處3.5年、3年4個月、3年2個月有期徒刑。早在2019年，這三名警察都被假釋。
2007 年，“為巴什科爾托斯坦共和國人權”運動的負責人伊爾達爾·伊桑古洛娃表示，巴什科爾托斯坦沒有調查數十起刑事案件，其中涉及被殺嫌疑警察的受害者或親屬.其中包括謀殺17歲的斯維特拉娜·卡拉莫娃和15歲的埃琳娜·亞歷山德羅娃。
根據官方數據，2015年俄羅斯有3977人死於剝奪自由的場所，其中87%死於各種疾病，包括醫療質量低下。治療感染艾滋病毒的囚犯出現了一個特別困難的局面，根據俄羅斯總檢察長 2016 年的數據，感染艾滋病毒的囚犯人數超過6.2萬人。就囚犯死亡率而言，俄羅斯在歐洲居於領先地位之一。在歐洲委員會國家中，俄羅斯在每10萬人中的囚犯人數方面排名第一—— 2013年每10萬人中有467名囚犯（對於歐洲委員會國家來說，這個數字平均當時是每10萬人中有124名囚犯）。 2014年，俄羅斯的囚犯死亡率在歐洲委員會國家中也位居前列（2013年，歐洲委員會國家平均死亡率為每萬人61.6人）這個數字是每10,000名囚犯中有28人），以及囚犯中的自殺人數（2013年有461人自殺死亡）。

## 外国人和移徙者
2002年10月，俄羅斯聯邦出台了關於外國人合法權利的新立法，旨在控制移民並明確外國人的權利。儘管取得了這一法律成就，但截至2004年，俄羅斯的許多外國社區在實踐中面臨困難（根據吉爾·羅伯斯的說法）。
截至2007年，近800萬移民在俄羅斯正式登記，而大約500-700萬移民沒有合法身份。
大多數抵達俄羅斯的外國人都在尋找工作。在許多情況下，他們與當地雇主沒有初步合同或其他協議。一個典型的問題是許多外國人的非法身份（即，他們沒有登記，也沒有身份證件），這剝奪了他們的任何社會援助（截至 2004 年），並經常導致他們被雇主剝削。儘管如此，外國工人仍然受益，而地方當局似乎不願解決問題，這形成了一種權宜之計。正如吉爾·羅伯斯所指出的，不難想像，許多外國人的非法身份為腐敗創造了土壤。非法移民，即使他們在俄羅斯待了幾年，也可能隨時被捕，並被安置在非法移民拘留中心，以進一步驅逐出境。截至2004年，拘留中心的生活條件非常惡劣，驅逐程序缺乏資金，可能會將移民拘留延長數月甚至數年。與此同時，吉爾·羅伯斯發現了在與他交談的當局中找到令人滿意的解決方案的堅定政治承諾。
有一個前蘇聯公民（現為俄羅斯聯邦國民）的特殊情況。隨著蘇聯的解體，俄羅斯聯邦宣布自己是蘇聯的延續，甚至佔據了蘇聯在聯合國安理會的席位。因此，1991 年國籍法承認所有在俄羅斯聯邦永久居住的前蘇聯公民為俄羅斯公民。然而，在法律生效時出生在俄羅斯但不在俄羅斯領土上的人，以及一些在蘇聯出生但居住在俄羅斯但沒有在俄羅斯正式定居的人，都沒有獲得俄羅斯公民身份。當 2003年12 月 31 日前蘇聯護照失效時，這些人一夜之間變成了外國人，儘管他們中的許多人認為俄羅斯是他們的家。大多數人被剝奪了事實上的俄羅斯聯邦國民身份，他們失去了留在俄羅斯聯邦的權利，甚至被剝奪了退休福利和醫療援助。由於他們感到被拒絕，他們的士氣也受到了嚴重影響。
另一個特例是梅斯赫特土耳其人。斯大林從南喬治亞州驅逐出境和1989年烏茲別克斯坦費爾幹納河谷大屠殺的受害者，其中一些人最終分散在俄羅斯。雖然在俄羅斯的大部分地區，梅斯赫特土耳其人自動獲得俄羅斯公民身份，但自1991年以來，在克拉斯諾達爾邊疆區，約有15,000名梅斯赫特土耳其人被剝奪了任何合法地位。不幸的是，即使是阿爾瓦羅·吉爾-羅伯斯在2004年採取的措施也沒有使克拉斯諾達爾當局做出改變他們的立場；弗拉基米爾·盧金在2005年的報告中稱其為“地方當局發起的針對某些族群的運動”。克拉斯諾達爾邊疆區的大量梅斯赫特土耳其人的出路變成了在美國重新定居。正如弗拉基米爾·盧金在2005年指出的那樣，在蘇聯解體之前，有5500名雅茲迪人也存在類似的問題，他們從亞美尼亞搬到了克拉斯諾達爾邊疆區。其中只有一千人獲得了公民身份，其他人無法合法化。
2006年，在弗拉基米爾·普京提出倡議後，俄羅斯聯邦通過了立法，以“保護俄羅斯本土居民的利益”，對外國人在俄羅斯批發和零售市場的存在提供了重大限制。
作為2006年格魯吉亞-俄羅斯間諜活動爭議的一部分，2006年曾以違反簽證的罪名頻繁任意和非法拘留和驅逐格魯吉亞族人，並鎮壓格魯吉亞擁有或以格魯吉亞為主題的企業和組織。
新聞周刊報導說：“2005年僅在莫斯科就有大約300,000人因違反移民規定而被罰款。2006年，根據民事援助，這個數字要高出很多倍。”

## 殘疾人與兒童權利
目前，估計有200萬兒童住在俄羅斯的各地孤兒院，另有400萬兒童流落街頭。根據1998年人權觀察的報告，“在過去兩年中，俄羅斯兒童以每年113,000人的速度被遺棄到國家，比1992年的67,286人大幅增加。在被歸類為‘沒有父母照料”，多達三分之一的人居住在機構中，而其餘的則被安置在各種監護人那裡。從國家承擔照料的那一刻起，俄羅斯的孤兒——其中95%仍有在世的父母——暴露在到令人震驚的殘忍和忽視程度。”一旦被正式標記為智障，俄羅斯孤兒就會“在心理神經機構中終生被關押。除了在這些機構中幾乎沒有接受過教育外，這些孤兒可能會被束縛在布袋中，用四肢拴在家具上，拒絕刺激，有時甚至5至17歲臥床不起的兒童被關在人手不足的臥房裡，就像在嬰兒房裡一樣，在某些情況下被忽視到死亡的地步。”作家魯本·加列戈描述了國家機構中殘疾兒童的生死。儘管人數眾多且護理質量差，但最近的法律使外國人收養俄羅斯兒童變得更加困難。

## 行動自由
根據2014年發布的規定，超過400萬與軍事和安全部門有關的僱員被禁止出國旅行。

## 司法系統
據國際特赦組織稱，俄羅斯的司法機構受到政治當局的操縱。根據俄羅斯憲法，最高法官由俄羅斯總統提名後由聯邦委員會任命。安娜·波利特科夫斯卡婭在她的《普京的俄羅斯》一書中描述了法官不遵守“上級命令”而遭到襲擊或被免職的故事。在2005年寫的一封公開信中，前法官奧爾加·庫德什基納批評莫斯科市法院主席奥·埃戈罗娃“建議法官做出正確的決定”，據稱這導致莫斯科80多名法官在2002年至2005年期間退休。
在1990年代，俄羅斯的監獄系統被媒體和人權組織廣泛報導為陷入困境。大量案件積壓和審判延誤，導致審前拘留時間過長。監獄條件被認為遠低於國際標準。結核病是一個嚴重的普遍問題。人權組織估計，每年約有11,000名囚犯和監獄被拘留者死亡，其中大部分是由於過度擁擠、疾病和缺乏醫療服務。一份日期為2006年的媒體報導指出，一場監獄改革運動導致條件明顯改善。自1997年以來，瑞士發展與合作署一直致力於改革俄羅斯的監獄，配合中央政府的改革努力。
自蘇聯時代以來，法治在刑事司法方面的進展非常有限，特別是在深部省份。法院通常遵循不宣判無罪的政策； 2004年，無罪判決僅佔所有判決的0.7%。法官依賴行政人員，依次競標檢察機關。檢察官的工作從貧乏到慘淡。律師大多是法院任命的，而且報酬很低。近年來，在政治敏感案件中濫用刑事程序、騷擾和迫害辯護律師的情況迅速惡化。沒有遵守刑事訴訟當事人的對抗性和平等原則。
1996年，俄羅斯總統葉利欽宣布暫停執行死刑。然而，俄羅斯政府仍然違反了它在加入歐洲委員會時做出的許多承諾。根據波利特科夫斯卡婭的說法，向歐洲人權法院提出上訴的公民經常受到俄羅斯當局的起訴。
法院系統已被廣泛用於鎮壓政治反對派，例如Pussy Riot、阿列克謝·納瓦爾尼、扎雷玛·巴格乌迪诺娃和維亞切斯拉夫·馬爾采夫的案件，並阻止克里姆林宮政敵的候選人資格。
非政府組織Zona Prava在2019年的一份題為“安全部隊的暴力：沒有懲罰的犯罪”的報告強調，與俄羅斯法院的總體無罪釋放率相比，針對執法人員的無罪釋放和撤銷案件數量不成比例。後者僅為0.43%，而在執法和軍事官員被指控暴力濫用職權，包括以嫌疑人死亡告終的情況下，這一比例接近4%。與此同時，那些被定罪的人也受到了不成比例的從寬定罪——其中幾乎一半被緩刑或罰款。
2021年，非政府組織Gulagu.net發布了大量來自俄羅斯監獄和流放地的視頻，其中包含數千小時的第一手記錄，記錄了監獄官員對囚犯的酷刑，包括強姦和其他形式的性侵犯，例如用棍子插入。這些視頻涵蓋了2015年至2020年，由一名前囚犯謝爾蓋·薩維利耶夫洩露，他作為一名IT專家負責視頻記錄系統監獄當局。俄羅斯當局解雇了在這些視頻中被指控的幾名監獄官員，並將薩維利耶夫 列入“非法獲取敏感信息”的通緝名單。 FSB和執法部門將這種濫用行為描述為系統性和全國性勒索金錢和虛假證人陳述的技術的一部分。